# Tercera Federación - Grupo XVI 2022-23
La temporada 2022-23 del Grupo XVI de la Tercera Federación de fútbol comenzó el 11 de septiembre de 2022 y finalizó el 23 de abril de 2023. Posteriormente se disputa la promoción de ascenso entre el 30 de abril y el 1 de mayo en su fase territorial, y entre el 28 de mayo y 4 de junio en su fase nacional. Durante esta campaña es el quinto nivel de las Ligas de fútbol de España para los clubes de La Rioja, por debajo de la Segunda Federación y por encima de la Regional Preferente de La Rioja. Se trata de la segunda edición tras la restructuración de las categorías no profesionales por parte de la RFEF a causa de la pandemia global causada por el COVID-19.

## Sistema de competición
Participan dieciséis clubes en un único grupo. Se enfrentan todos contra todos en dos ocasiones -una en campo propio y otra en campo contrario- durante un total de 30 jornadas. El orden de los encuentros se decide por sorteo antes de empezar la competición. La Federación de Fútbol de La Rioja es la responsable de designar las fechas de los partidos y los árbitros de cada encuentro, reservando al equipo local la potestad de fijar el horario exacto de cada encuentro.
Una vez finalizada la competición, el primer clasificado asciende directamente a Segunda Federación y se proclama campeón de Tercera Federación.
Los clasificados entre el segundo y el quinto lugar disputan un Play Off territorial en formato de eliminatorias a doble partido ida y vuelta. En caso de empate el vencedor de la eliminatoria es el equipo mejor clasificado. El equipo vencedor de este Play Off se clasifica a la Promoción de ascenso a Segunda Federación que tiene carácter de final interterritorial.
Los tres últimos clasificados descendían directamente a Regional Preferente de La Rioja; pero en el mes de mayo y una vez finalizada la temporada se anunció el acuerdo de la ampliación de la categoría, pasando de dieciséis a dieciocho equipos en cada uno de los grupos de Tercera Federación. En el mes de junio la RFEF lo confirmó en una circular, anunciando que las dos plazas vacantes deben ser propuestas por las federaciones territoriales y aprobadas por la RFEF, amparándose en los artículos 119 y 217 del Reglamento General en los que se da prioridad a los equipos que hayan ocupado puestos de descenso en esta categoría.

## Ascensos y descensos
Los equipos que mantuvieron la categoría en la última temporada de Tercera RFEF participan en la siguiente edición de Tercera Federación. Las posiciones de descenso indicadas son las absolutas de grupo, no de subgrupos de permanencia.
| Pos. | Ascendidos a 2.ª Federación |
| ---- | --------------------------- |
| 1.º  | C. D. Arnedo                |
| 2.º  | C. D. Alfaro                |

| Pos. | Descendidos de 2ª RFEF |
| ---- | ---------------------- |
| 16.º | Náxara C. D.           |

| Pos. | Ascendidos de Regional Preferente |
| ---- | --------------------------------- |
| 1.º  | Peña Balsamaiso C. F.             |
| 4.º  | Comillas C. F.                    |
| 9.º  | Racing Rioja C. F. Super Nova "B" |

| Pos. | Descendidos a Regional Preferente |
| ---- | --------------------------------- |
| 15.º | C. F. Rápid                       |
| 16.º | C. D. Cenicero                    |

## Participantes

### Información sobre los equipos participantes
| Equipo                 | Localidad                   | Estadio            | Capacidad |
| ---------------------- | --------------------------- | ------------------ | --------- |
| C. D. Agoncillo        | Agoncillo                   | San Roque          | 2000      |
| C. D. Anguiano         | Anguiano                    | Isla               | 1000      |
| Atlético River Ebro    | Rincón de Soto              | San Miguel         | 3000      |
| Atlético Vianés        | Viana (Navarra)             | Municipal          | 500       |
| Peña Balsamaiso C. F.  | Logroño                     | La Estrella        | 268       |
| C. D. Berceo           | Logroño                     | La Isla            | 2000      |
| C. D. Calahorra "B"    | Calahorra                   | La Planilla        | 4500      |
| Casalarreina C. F.     | Casalarreina                | El Soto            | 400       |
| Comillas C. F.         | Logroño                     | Mundial 82         | 3500      |
| C. D. F. C. La Calzada | Santo Domingo de la Calzada | El Rollo           | 300       |
| C. Haro Deportivo      | Haro                        | El Mazo            | 4300      |
| Náxara C. D.           | Nájera                      | La Salera          | 1000      |
| S. D. Oyonesa          | Oyón (Álava)                | Oion Arena         | 1500      |
| Racing Rioja C. F. "B" | Logroño                     | El Salvador        | 1000      |
| C. D. Varea            | Varea                       | Municipal de Varea | 2000      |
| Yagüe C. F.            | Logroño                     | El Salvador        | 1000      |

| Agoncillo Náxara Anguiano Comillas At. River Ebro At. Vianés Berceo Calahorra B Casalarreina Balsamaiso La Calzada Haro Dep. Oyonesa Racing Rioja B Varea Yagüe |

## Clasificación
| Pos. | Equipo                     | Pts. | PJ | G  | E | P  | GF | GC | Dif. |                                                       |
| ---- | -------------------------- | ---- | -- | -- | - | -- | -- | -- | ---- | ----------------------------------------------------- |
| 1    | Náxara C. D. (A, C)        | 70   | 30 | 22 | 4 | 4  | 64 | 26 | +38  | Ascenso a Segunda Federación y Copa del Rey           |
| 2    | C. D. Varea                | 62   | 30 | 19 | 5 | 6  | 59 | 35 | +24  | Play-Offs Ascenso a Segunda Federación y Copa del Rey |
| 3    | C. D. Agoncillo (D)        | 61   | 30 | 19 | 4 | 7  | 42 | 23 | +19  | Descenso a Regional Preferente                        |
| 4    | C. D. F. C. La Calzada     | 57   | 30 | 17 | 6 | 7  | 49 | 29 | +20  | Play-Offs Ascenso a Segunda Federación                |
| 5    | S. D. Oyonesa              | 56   | 30 | 16 | 8 | 6  | 50 | 27 | +23  | Play-Offs Ascenso a Segunda Federación                |
| 6    | C. D. Anguiano             | 52   | 30 | 15 | 7 | 8  | 49 | 27 | +22  | Play-Offs Ascenso a Segunda Federación                |
| 7    | Peña Balsamaiso C. F.      | 39   | 30 | 11 | 6 | 13 | 27 | 30 | −3   |                                                       |
| 8    | Atlético Vianés            | 38   | 30 | 10 | 8 | 12 | 29 | 40 | −11  |                                                       |
| 9    | C. Haro Deportivo          | 37   | 30 | 10 | 7 | 13 | 38 | 37 | +1   |                                                       |
| 10   | C. D. Calahorra "B"        | 37   | 30 | 10 | 7 | 13 | 35 | 40 | −5   |                                                       |
| 11   | Casalarreina C. F.         | 36   | 30 | 9  | 9 | 12 | 45 | 54 | −9   |                                                       |
| 12   | C. D. Berceo               | 34   | 30 | 9  | 7 | 14 | 40 | 51 | −11  |                                                       |
| 13   | Atlético River Ebro        | 34   | 30 | 10 | 4 | 16 | 33 | 47 | −14  |                                                       |
| 14   | Comillas C. F.             | 24   | 30 | 6  | 6 | 18 | 25 | 49 | −24  |                                                       |
| 15   | Yagüe C. F. (D)            | 19   | 30 | 4  | 7 | 19 | 32 | 64 | −32  | Descenso a Regional Preferente por arrastre           |
| 16   | Racing Rioja C. F. "B" (D) | 14   | 30 | 3  | 5 | 22 | 25 | 63 | −38  | El club no compite en la siguiente temporada          |

 Fuente: Federación Riojana de Fútbol
Notas:
1. ↑  El C. D. Agoncillo descendió a Regional Preferente de La Rioja debido a que era filial de la U. D. Logroñés y a que el segundo equipo, la U. D. Logroñés "B", descendió a Tercera Federación.

## Tabla de resultados cruzados
| Local \ Visitante      | AGO | ANG | ARV | AVI | BAL | BER | CAL | CAS | COM | HAR | LCA | NAX | OYO | RRI | VAR | YAG |
| ---------------------- | --- | --- | --- | --- | --- | --- | --- | --- | --- | --- | --- | --- | --- | --- | --- | --- |
| C. D. Agoncillo        | —   | 2–0 | 3–1 | 1–2 | 2–0 | 1–1 | 2–0 | 2–2 | 3–1 | 2–1 | 1–0 | 0–2 | 1–1 | 3–0 | 2–0 | 1–0 |
| C. D. Anguiano         | 4–0 | —   | 1–1 | 5–1 | 2–0 | 3–1 | 2–1 | 4–0 | 1–0 | 2–0 | 1–1 | 1–2 | 1–0 | 0–0 | 1–1 | 5–1 |
| Atlético River Ebro    | 0–0 | 0–1 | —   | 1–0 | 1–0 | 3–4 | 0–0 | 3–1 | 1–2 | 1–0 | 1–0 | 2–2 | 2–3 | 2–0 | 0–1 | 0–1 |
| Atlético Vianés        | 0–2 | 1–0 | 1–2 | —   | 1–0 | 1–2 | 1–1 | 1–3 | 0–0 | 1–2 | 1–1 | 0–3 | 0–3 | 1–0 | 0–4 | 3–0 |
| Peña Balsamaiso C. F.  | 0–1 | 2–0 | 2–1 | 0–0 | —   | 1–0 | 0–2 | 3–0 | 1–0 | 2–1 | 1–0 | 0–1 | 0–1 | 2–0 | 2–0 | 1–1 |
| C. D. Berceo           | 1–0 | 1–1 | 2–0 | 1–3 | 2–2 | —   | 2–2 | 0–2 | 1–1 | 0–2 | 1–2 | 1–5 | 1–1 | 3–0 | 4–5 | 0–1 |
| C. D. Calahorra "B"    | 0–1 | 0–2 | 2–1 | 0–0 | 0–2 | 2–2 | —   | 1–0 | 3–1 | 1–0 | 0–2 | 3–3 | 0–4 | 3–0 | 1–5 | 3–0 |
| Casalarreina C. F.     | 0–1 | 3–2 | 1–3 | 1–1 | 0–0 | 1–2 | 2–1 | —   | 5–2 | 1–1 | 1–2 | 1–4 | 3–3 | 4–2 | 1–3 | 4–1 |
| Comillas C. F.         | 0–2 | 0–1 | 0–1 | 0–2 | 3–1 | 1–2 | 0–0 | 0–2 | —   | 2–1 | 1–1 | 1–3 | 0–1 | 3–2 | 1–1 | 1–1 |
| C. Haro Deportivo      | 1–2 | 0–2 | 5–0 | 1–1 | 1–1 | 1–0 | 2–1 | 1–1 | 3–1 | —   | 4–1 | 1–2 | 1–2 | 1–2 | 1–1 | 2–1 |
| C. D. F. C. La Calzada | 1–0 | 1–1 | 4–2 | 1–0 | 2–0 | 1–0 | 2–1 | 2–0 | 1–0 | 3–0 | —   | 0–3 | 1–0 | 5–0 | 2–1 | 1–1 |
| Náxara C. D.           | 1–0 | 3–1 | 2–0 | 1–3 | 1–0 | 1–0 | 2–1 | 4–0 | 3–0 | 0–1 | 2–1 | —   | 0–0 | 2–0 | 1–2 | 3–0 |
| S. D. Oyonesa          | 0–1 | 2–1 | 2–1 | 1–2 | 5–0 | 1–2 | 2–0 | 1–1 | 3–0 | 0–0 | 2–1 | 2–2 | —   | 2–0 | 1–2 | 1–0 |
| Racing Rioja C. F. "B" | 0–2 | 0–3 | 3–0 | 0–1 | 1–1 | 1–2 | 0–4 | 1–1 | 1–2 | 1–2 | 1–3 | 1–3 | 1–1 | —   | 1–2 | 5–2 |
| C. D. Varea            | 2–1 | 2–0 | 3–1 | 4–1 | 1–0 | 4–1 | 0–1 | 0–0 | 1–0 | 1–0 | 2–2 | 2–3 | 1–2 | 2–1 | —   | 3–2 |
| Yagüe C. F.            | 2–3 | 1–1 | 1–2 | 0–0 | 0–3 | 2–1 | 0–1 | 3–4 | 1–2 | 2–2 | 1–5 | 2–0 | 2–3 | 1–1 | 2–3 | —   |

### Máximos goleadores
| Pos. | Jugador         | Equipo                 | Goles |
| ---- | --------------- | ---------------------- | ----- |
| 1.º  | Aitor Lora      | Náxara C. D.           | 19    |
| 2.º  | Rubén Pérez     | C. D. Varea            | 18    |
| 3.º  | Alberto Baztan  | Casalarreina C. F.     | 16    |
| 4.º  | Daniel Vitorica | C. D. F. C. La Calzada | 13    |
| 5.º  | José Gaspar     | C. D. Berceo           | 12    |

## Play Off de Ascenso a Segunda Federación
Equipos clasificados
- 4 equipos

| Pos. | Grupo XVI              |
| ---- | ---------------------- |
| 2.°  | C. D. Varea            |
| 4.º  | C. D. F. C. La Calzada |
| 5.°  | S. D. Oyonesa          |
| 6.°  | C. D. Anguiano         |

|  | Semifinales                                          | Semifinales                                          | Semifinales                                          | Semifinales                                          | Semifinales                                          |   |    | Final                                                | Final                                                | Final                                                | Final                                                | Final                                                |  |
|  | 30 de abril de 2023 (ida) 7 de mayo de 2023 (vuelta) | 30 de abril de 2023 (ida) 7 de mayo de 2023 (vuelta) | 30 de abril de 2023 (ida) 7 de mayo de 2023 (vuelta) | 30 de abril de 2023 (ida) 7 de mayo de 2023 (vuelta) | 30 de abril de 2023 (ida) 7 de mayo de 2023 (vuelta) |   |    | 14 de mayo de 2023 (ida) 21 de mayo de 2023 (vuelta) | 14 de mayo de 2023 (ida) 21 de mayo de 2023 (vuelta) | 14 de mayo de 2023 (ida) 21 de mayo de 2023 (vuelta) | 14 de mayo de 2023 (ida) 21 de mayo de 2023 (vuelta) | 14 de mayo de 2023 (ida) 21 de mayo de 2023 (vuelta) |  |
|  |                                                      |                                                      |                                                      |                                                      |                                                      |   |    |                                                      |                                                      |                                                      |                                                      |                                                      |  |
|  |                                                      |                                                      |                                                      |                                                      |                                                      |   |    |                                                      |                                                      |                                                      |                                                      |                                                      |  |
|  | 4º                                                   | S. D. Oyonesa                                        | 0                                                    | 2                                                    | 2                                                    |   |    |                                                      |                                                      |                                                      |                                                      |                                                      |  |
|  | 4º                                                   | S. D. Oyonesa                                        | 0                                                    | 2                                                    | 2                                                    |   |    |                                                      |                                                      |                                                      |                                                      |                                                      |  |
|  | 3º                                                   | C. D. F. C. La Calzada                               | 0                                                    | 5                                                    | 5                                                    |   |    |                                                      |                                                      |                                                      |                                                      |                                                      |  |
|  | 3º                                                   | C. D. F. C. La Calzada                               | 0                                                    | 5                                                    | 5                                                    |   | 3º | C. D. F. C. La Calzada                               | 1                                                    | 2                                                    | 3                                                    |                                                      |  |
|  |                                                      |                                                      |                                                      |                                                      |                                                      |   | 3º | C. D. F. C. La Calzada                               | 1                                                    | 2                                                    | 3                                                    |                                                      |  |
|  |                                                      |                                                      | 2º                                                   | C. D. Varea                                          | 1                                                    | 0 | 1  |                                                      |                                                      |                                                      |                                                      |                                                      |  |
|  | 5º                                                   | C. D. Anguiano                                       | 2º                                                   | C. D. Varea                                          | 1                                                    | 0 | 1  | 2                                                    | 2                                                    | 4                                                    |                                                      |                                                      |  |
|  | 5º                                                   | C. D. Anguiano                                       |                                                      |                                                      |                                                      |   |    | 2                                                    | 2                                                    | 4                                                    |                                                      |                                                      |  |
|  | 2º                                                   | C. D. Varea                                          | 3                                                    | 4                                                    | 7                                                    |   |    |                                                      |                                                      |                                                      |                                                      |                                                      |  |
|  | 2º                                                   | C. D. Varea                                          | 3                                                    | 4                                                    | 7                                                    |   |    |                                                      |                                                      |                                                      |                                                      |                                                      |  |
|  |                                                      |                                                      |                                                      |                                                      |                                                      |   |    |                                                      |                                                      |                                                      |                                                      |                                                      |  |

| Clasificado para la Fase Nacional de la Promoción de ascenso a Segunda Federación |

| Bandera de La Rioja (España) |
| C. D. F. C. La Calzada       |

### Fase interregional
| Ida; 27 de mayo de 2023; 17:00 | R. C. Villalbés | 1:1 (1:1) | C. D. F. C. La Calzada | A Magdalena, Villalba           |                                 |
|                                | David Verez 13' | Reporte   | 40' Javier Duce        | Árbitro(s): Fernández Rodríguez | Árbitro(s): Fernández Rodríguez |

| Vuelta; 3 de junio de 2023; 17:00 | C. D. F. C. La Calzada | 0:3 (0:2) (Global 1:4) | R. C. Villalbés                        | El Rollo, Santo Domingo de la Calzada |                           |
|                                   |                        | Reporte                | 7' Marcos · 26' A. Pérez · 90+3' Santi | Árbitro(s): Ubico Lacasta             | Árbitro(s): Ubico Lacasta |

| Asciende R. C. Villalbés |

## Clasificados a la Copa del Rey
Se clasificaron para la Copa del Rey de fútbol 2023-24 el Náxara C. D. como campeón de liga y el C. D. Varea por ser uno de los mejores siete segundos clasificados de Tercera Federación.
| Bandera de La Rioja (España) | Bandera de La Rioja (España) |
| Náxara C. D.                 | C. D. Varea                  |
| 1.º Puesto                   | 2.º Puesto                   |
| ---------------------------- | ---------------------------- |